# Немертя
Немертя (рум. Nemertea) — село у повіті Бузеу в Румунії. Входить до складу комуни Гура-Тегій.
Село розташоване на відстані 119 км на північ від Бухареста, 48 км на північний захід від Бузеу, 125 км на захід від Галаца, 66 км на схід від Брашова.

## Населення
За даними перепису населення 2002 року у селі проживали 439 осіб, з них 436 осіб (99,3%) румунів. Рідною мовою 438 осіб (99,8%) назвали румунську.